# Rik Reinking
Rik Reinking (* 10. Februar 1976 in Hamburg) ist ein deutscher Kunstsammler, Kunsthändler und Kurator.

## Leben
Der in Oldenburg aufgewachsene Reinking erwarb nach eigenen Angaben sein erstes Bild im Alter von 16 Jahren auf dem Schulweg. Hierbei handelt es sich um ein Selbstbildnis des Malers Horst Janssen, das er 1992 für 250,- DM in einer Galerie erwarb. Ab 1996 studierte Reinking Rechtswissenschaft und Kunstgeschichte in Hamburg. Gemeinsam mit befreundeten Künstlern organisierte er 1997 ein erstes Kunstprojekt im Alten Elbtunnel. Es folgten zahlreiche Ausstellungsbeteiligungen als Organisator, Kurator und Leihgeber.
2007 gründete Reinking die Artfonds 21 AG, eine Aktiengesellschaft, die Gewinnorientierung beim Aufbau einer Kunstsammlung zum erklärten Ziel hat.

## Auszeichnungen
Reinking wurde im Jahr 2006 von der Initiative der Bundesregierung Deutschland – Land der Ideen, zu Deutschlands 100 Köpfe von morgen, ausgezeichnet. In der Begründung wird er als Sammler mit einem außergewöhnlichen Blick für Qualität gewürdigt, der eine der spannendsten Sammlungen junger zeitgenössischer Kunst in Europa besitzt.
Das britische Apollo Magazine wählte ihn 2014 in der Kategorie „Collectors“ in die „40 under 40“ in der Auswahl der talentiertesten europäischen jungen Personen, die die Kunstwelt von heute voran treiben.

## Sammlung Reinking
Die Sammlung umfasst Werke von rund 200 Künstlern. Beginnend mit Kunst aus den sechziger Jahren umfasst die Sammlung Arbeiten des Informel, des Fluxus, des Minimalismus, der Konzeptkunst, der Urban-Art (Graffiti-/Street-Art) und der Malerei der Gegenwart.
Zu den Künstlern der Sammlung gehören unter anderem:
Nir Alon, Carl Andre, Herbert Baglione, Banksy, Rolf Bergmeier, Guillaume Bijl, John Bock, Victor Bonato, Monica Bonvicini, Boxi, Daniele Buetti, Werner Büttner, James Lee Byars, John McCracken, Mark Dion, Brad Downey, Jimmie Durham, Shepard Fairey, Robert Filliou, Hamish Fulton, Liam Gillick, Nan Goldin, Rodney Graham, Till F. E. Haupt, Georg Herold, Damien Hirst, Mark Jenkins, Wulf Kirschner, Frantiček Klossner, Imi Knoebel, Terence Koh, Barbara Kruger, Konrad Lueg, Daniel Man, Jonathan Meese, Bjørn Melhus, Jonathan Monk, Moses & Taps, Piotr Nathan, Bruce Nauman, Ernesto Neto, Cady Noland, Os Gêmeos, Tony Oursler, C. O. Paeffgen, Blinky Palermo, Manfred Pernice, Wolfgang Petrick, Stephen Prina, Richard Prince, Robert Rauschenberg, Mirko Reisser (DAIM), Klaus Rinke, Rolf Rose, Ulrich Rückriem, Santiago Sierra, Roman Signer, Rainer Splitt, Stohead, Tasek, Rosemarie Trockel, Ben Vautier, Vitché, Lawrence Weiner, Pablo Wendel, Stefan Wewerka, Franz West, Heiko Zahlmann.
Werke der Sammlung Reinking sind in Ausstellungen und als Leihgaben in Museen zu sehen.

### Ausstellungen zur Sammlung (Auswahl)
- 2001: Anstiftung zu einer neuen Wahrnehmung, Bremer Neues Museum Weserburg (Zusammen mit der Sammlung Lafrenz).[7]
- 2002: Kritik am Kontext, Hamburg.
- 2003: Dasein, Ernst-Barlach-Museum Wedel.[8]
- 2004: 66-03 – Positionen zeitgenössischer Kunst, Neues Museum Weserburg.[1][9]
- 2005: Passion des Sammelns, Sammlung Federkiel/Sammlung Reinking , Alte Baumwollspinnerei Halle 14, Leipzig.
- 2005: See History 2005, Kunsthalle zu Kiel.
- 2005: Schon vergeben – Sammlung Rik Reinking, Art Cologne, Köln.
- 2006: Minimal Illusions – Arbeiten mit der Sammlung Rik Reinking, Villa Merkel, Esslingen.
- 2006: Was wär ich ohne Dich, Städtische Galerie Prag.
- 2006: sculpture@CityNord, Hamburg.[10][11]
- 2007: Aktive Konstellationen, Haus der Kunst der Stadt Brünn, Tschechische Republik.
- 2008: Call it what you like! Collection Rik Reinking, KunstCentret Silkeborg Bad, Dänemark.[12][13]
- 2009: Alle Rechte vorbehalten!, in Kooperation mit der Leuphana Universität, Lüneburg.[14]
- 2009: Urban-Art – Werke aus der Sammlung Reinking, Weserburg Museum für moderne Kunst, Bremen.[15][16]
- 2013: POESIA – Werke aus der Sammlung Reinking, Städtische Galerie Delmenhorst, Delmenhorst.[17]
- 2013: Hidden Tracks, In Kooperation mit der Universität Hamburg und dem Career Center der Universität Hamburg.
- 2014: Existenzielle Bildwelten | Sammlung Reinking, Weserburg Museum für moderne Kunst, Bremen.[18]
- 2014: Beyond melancholia. Sammlung Reinking | Museum für Völkerkunde Hamburg | 1, Museum für Völkerkunde Hamburg, Hamburg.[19]